# Wojewódzki Szpital Zespolony w Skierniewicach
Wojewódzki Szpital Zespolony – szpital w Skierniewicach im. Stanisława Rybickiego znajdujący się w centrum miasta przy ul. Stanisława Rybickiego świadczący usługi medyczne poziomu podstawowego i specjalistycznego.

## Oddziały
W skład szpitala wchodzi 14 oddziałów:
- Ratunkowy, Izba Przyjęć
- Chorób Wewnętrznych I
- Chorób Wewnętrznych II
- Chirurgiczny
- Intensywnej Terapii i Anestezjologii
- Kardiologii
- Nefrologii i Stacji Dializ
- Położniczo-ginekologiczny
- Noworodków
- Dziecięcy
- Okulistyczny
- Laryngologiczny
- Ortopedyczno-Urazowy
- Rehabilitacyjny

W szpitalu i na terenie wokół szpitala znajduje się 13 poradni o różnych specjalizacjach:
- Okulistyczna
- Gastroenterologiczna
- Dermatologiczna
- Onkologiczna
- Laryngologiczna
- Ortopedyczno-Urazowa
- Rehabilitacji Leczniczej
- Leczenia Uzależnień
- Kardiologiczna
- Protetyki Stomatologicznej
- Zdrowia Psychicznego
- Ginekologiczno-Położnicza
- Nefrologiczna

## Historia szpitala
Historia szpitala zaczyna się pod koniec XIX w., kiedy to powstał pierwszy szpital w Skierniewicach dzięki staraniom lekarza Stanisława Rybickiego.
Pierwszy budynek historyczny szpitala mieści się przy ul. S. Rybickiego, który spełnia do dziś funkcję medyczną. Mieści się w nim obecnie administracja szpitala oraz kilka poradni szpitalnych.
W 1965 roku wybudowano kompleks szpitala, który spełnia funkcję Wojewódzkiego Szpitala Zespolonego w woj. łódzkim w mieście Skierniewice.
Obecnie szpital podlega Marszałkowi Województwa Łódzkiego.

## Opieka Duszpasterska
W szpitalu funkcjonuje opieka duszpasterska kierowana przez Kapelana Ks. Bogusława Zawieruchę uhonorowany jako Zasłużony dla Miasta Skierniewic.
Kaplica szpitalna pw. św. Jana Pawła II mieści się w budynku głównym na pierwszym piętrze przy ul. Jana III Sobieskiego 4.
Kaplica została otwarta 13 maja 2014 r. Wcześniej znajdowała się na pierwszym piętrze przy oddziale kardiologicznym przy ul. S. Rybickiego.

## Lądowisko sanitarne

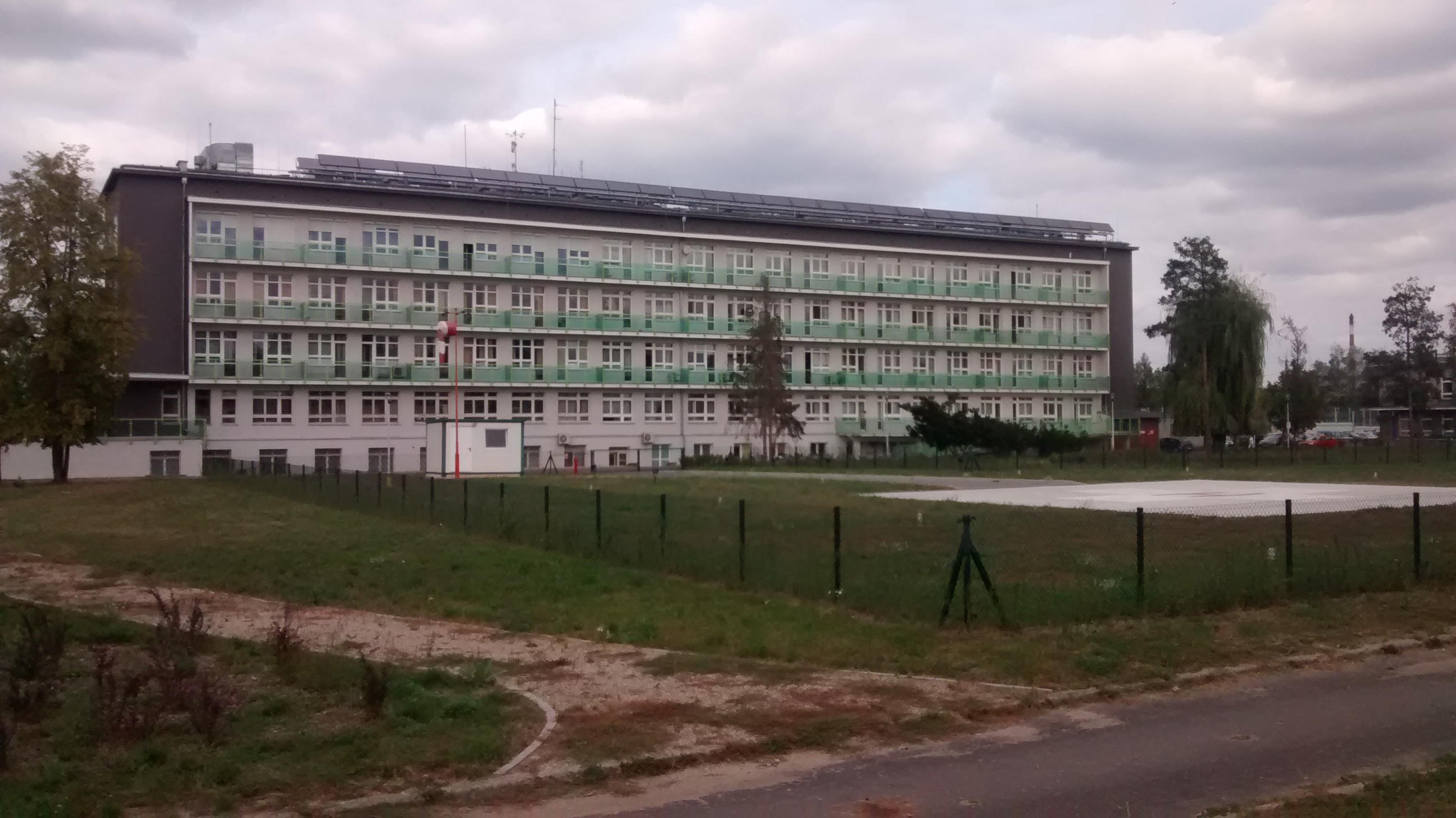
Lądowisko sanitarne przy szpitalu w Skierniewicach

Przy szpitalu znajduje się otwarte 14 września 2014 lądowisko dla śmigłowców Lotniczego Pogotowia Ratunkowego.